# Andreas Martin
Andreas Martin, burgerlijke naam Andreas Martin Krause (* Berlijn, 23 december 1952) is een Duitse schlagerzanger, tekstschrijver en muziekproducent.

## Carrière
Andreas Martin rondde een muziekstudie af. Als zanger scoorde hij zijn eerste hit in 1982 met Amore Mio, waarmee hij de 25e plaats bereikte in de Duitse hitparade. Een nog groter succes was de door Drafi Deutscher gecomponeerde single Du bist alles (Maria, Maria) uit 1987.
In 1989 nam hij deel aan de Duitse preselectie voor het Eurovisiesongfestival met het lied Herz an Herz. Hij werd de vierde van tien deelnemers.
Andreas Martin schreef ook liedjes voor andere schlagerzangers zoals Juliane Werding, Wolfgang Petry, Nino de Angelo en Roger Whittaker.
In 1991 und 1992 vormde hij samen met Drafi Deutscher het popduo New Mixed Emotions, en samen produceerden ze het album Side By Side auf. Met de hiervan afkomstige singles Sensuality (When I Touch You) en Lonely Lover scoorden ze in 1991 zeer hoog in de Hitparade van de ZDF.
In 1994 haalde Andreas Martin bij de Deutsche Schlager-Festspiele met de titel So lieb ich dich de 3e plaats, en kreeg van Dieter Thomas Heck de Bronzene Muse overhandigd.
Vanaf 1993 schreef hij liedjes voor het Oostenrijkse duo Brunner & Brunner, die zeer succesvol waren. De eerste single die hij voor Brunner & Brunner schreef was Schenk mir diese eine Nacht.
Tegenwoordig woont Andreas Martin in Neunkirchen-Seelscheid. In 2006 had hij voor het eerst sinds 1995 weer succes met de single Einmal zu oft, die 4 weken in de hitparade bleef staan. De single Ich fang Dir den Mond uit 2008 was een nog groter succes.

## Discografie
Zie ook: Discografie van Andreas Martin

### Succesvolle titels
- 1982 Amore mio D #25
- 1983 Solo tu
- 1984 Das erste Mal im Leben (Duitse originele versie van de Alvin Stardust-hit I Feel Like Buddy Holly)
- 1984 Der Himmel kann warten
- 1987 Du bist alles (Maria, Maria) D #28 (Duitse originele versie van de Mixed Emotions-hit You Want Love (Maria, Maria...))
- 1987 Du wirst an mich denken D #59
- 1989 Nur bei Dir D #59 (Duitse originele versie van de Mixed Emotions-hit Just For You)
- 1989 Herz an Herz D #64
- 1990 Du kommst nicht zurück D #64
- 1990 Janine
- 1991 Sensuality (When I Touch You) (met Drafi Deutscher als New Mixed Emotions)
- 1991 Deine Flügel fangen Feuer
- 1991 Lonely Lover (met Drafi Deutscher als New Mixed Emotions)
- 1992 Mehr als Sehnsucht D #63
- 1992 Nikita & John
- 1993 Verbotene Träume
- 1993 Diese Nacht D #68
- 1994 Nur mit Dir und immer wieder D #70
- 1994 Sonne in der Nacht D #96
- 1994 So lieb' ich dich
- 1995 Das kann nur Liebe sein
- 1995 Nur mit dir zum Himmel
- 1996 Indianerland
- 1996 Tausend gute Gründe
- 1997 Mit dir und für immer
- 1997 Ich gebe auf
- 1997 Dich gibt's nur einmal
- 1998 Wenn du mich noch willst
- 1999 Allein wegen dir
- 1999 Weil ich dich liebe
- 2000 Sempre amore con te
- 2000 Du kannst mich mal
- 2001 Ich seh' dich
- 2002 Lieb mich jetzt
- 2003 Niemals zu alt
- 2004 Dieses Leben ist schwer
- 2004 Alle blonden Mädchen
- 2004 Tu was
- 2005 Wir leben nur einmal
- 2005 Wir sind immer noch gut
- 2006 Sag mir bitte wie
- 2006 Gib bloss niemals deine Träume auf
- 2006 Einmal zu oft D #88
- 2007 Geh' nicht vorbei (als wär'n wir uns fremd)
- 2007 Dort wo Du warst
- 2007 Sie sagte...
- 2008 Ich fang' dir den Mond D #62
- 2008 Schutzengel
- 2009 Durch heden Tunnel fährt ein Weg ans Licht
- 2010 Im Himmel ist der Teufel los
- 2011 Lichtstrahl
- 2011 Nein, ich geb' dich nie auf
- 2011 Du bist mein Schlüssel zum Glück
- 2012 Ich lass die Sonne für dich scheinen
- 2012 Heut vergess ich
- 2013 Eind uralter Brief
- 2013 Lieben, leben, lachen
- 2014 Für dich
- 2015 Unter dem Regenbogen
- 2016 Warum, weshalb, wieso
- 2016 Der liebe Gott
- 2016 Ey, was geht ab
- 2017 Horizont

### Albums
- 1982 Andreas Martin
- 1984 Was man Liebe nennt
- 1987 Du bist alles
- 1988 Nur bei Dir
- 1990 Ein Teil von mir
- 1991 Side By Side (met Drafi Deutscher als New Mixed Emotions)
- 1992 Verbotene Träume
- 1994 Herz oder gar nichts
- 1995 Alles Gute, in Liebe
- 1997 Mit Dir und für immer
- 1998 Allein wegen dir
- 2001 C'est la vie
- 2002 Das Beste
- 2003 Niemals zu alt
- 2005 Wir leben nur einmal
- 2007 100 Prozent Sehnsucht
- 2008 Mondsüchtig
- 2009 Aufgemischt